# Polyethylenová vlákna
Polyethylenová vlákna (mezinárodní zkratka PE) jsou výrobky z nasycených lineárních makromolekul alifatických uhlovodíků.

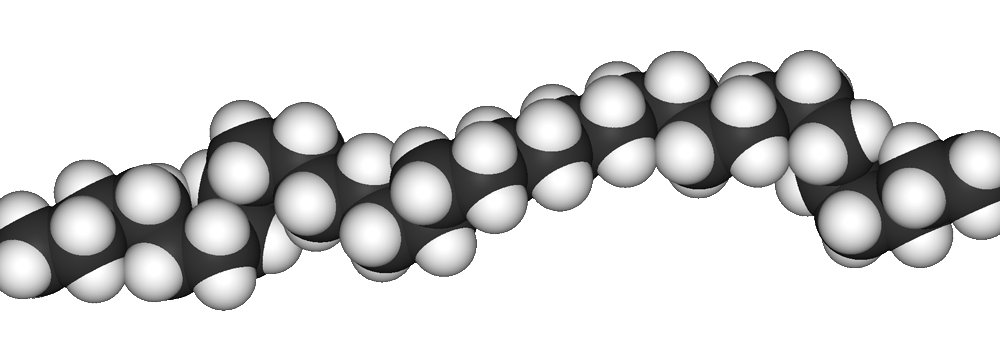
Struktura polyethylenového řetězce (kalotový model)

## Druhy PE vláken
Molekula polyethylenu má velmi jednoduchou základní strukturu. Je to dlouhý řetězec uhlíkových atomů, na každý z nich se vážou dva vodíkové atomy.
Chemické složení polyethylenů k výrobě textilních vláken:
- Jestliže se namísto vodíku váže na uhlík rozvětvený polyethylenový řetězec, vzniká polyethylen s nízkou hustotou (LDPE).
- Tzv. lineární polyethylen (LLDPE) se zvýšenou pevností se dá vyrobit (s použitím určitých monomerů) tak, že se zkrátí rozvětvení řetězců.
- Polyethylen se zvýšenou hustotou (HDPE) se získává upravenou technologií a změněným dávkováním monomerů.[2]
- Polyethylenová vlákna s ultravysokou molekulární váhou (UHMWPE, např. Dyneema, Spectra) se dosahují zesílením orientace lineárních molekul polyethylenu.[3]

Schematické znázornění:
| PE-HD  | Polyethylen s vysokou hustotou           |
| PE-LLD | Lineární polyethylen s nízkou hustotou   |
| PE-LD  | Struktura polyethylenu s nízkou hustotou |

Hlavní řetězce jsou značeny černě, rozvětvení modře

## Způsob výroby
První polyethylen (LDPE) se vyráběl a stále vyrábí technologií vysokého tlaku. Technologie nízkého tlaku s použitím katalyzátorů byla vyvinuta k výrobě polyethylenu s lineárnějšími molekulami a vyšší krystalinitou. Tímto způsobem se vyrábějí všechny ostatní dosud známé druhy PE vláken.
Většina PE se zvlákňuje gelovou technologií, zvlákňování z taveniny se používá např. u materiálů na umělý trávník.

## Vlastnosti
| Druh vlákna    | LDPE a HDPE | UHMWPE  |
| -------------- | ----------- | ------- |
| pevnost cN/tex | 30-70       | 265-310 |
| hustota g/cm3  | 0,91-0,95   | 0,97    |
| tažnost %      | 15-30       | 3,5     |
| bod tavení °C  | 110-120     | 147     |

Polyethylen má nulovou navlhavost, ale textilie z polyetylenu dobře transportují vlhkost (příjemné pro pokožku). Textilie mají vynikající stálost vůči chemikáliím, nedají se však barvit.

## Použití
LDPE a LLDPE hlavně na fóliové pásky, ze kterých se vyrábějí pytle a obaly.
HDPE na fóliové pásky a filamenty na lana, rybářské sítě
monofilamenty na pletení pletence na aktuátory, provazy, šicí nitě.
PE vlákna s ultra vysokou pevností jsou známá zejména pod značkou Dyneema a Spectra.
Polyethylen se začal průmyslově vyrábět na začátku 2. světové války. Do roku 2018 se počítá s celosvětovou produkcí kolem 100 milionů tun, ve formě vlákna se však vyrábí jen asi 300 000 tun (2010), z toho 43% fóliových pásků, 34 % monofilamentů a 23% krátkých vláken.